# Ardisia nigrita
Ardisia nigrita là một loài thực vật có hoa trong họ Anh thảo. Loài này được Lundell mô tả khoa học đầu tiên năm 1971.